# Emmerson Mnangagwa
Emmerson Dambudzo Mnangagwa (Zvishavane, 15 de septiembre de 1942) es un político zimbabuense. Es el presidente de Zimbabue desde el 24 de noviembre de 2017 tras perpetrar un golpe de Estado contra el presidente Robert Mugabe. Días antes, fue despedido de su cargo como vicepresidente por Mugabe tras supuestamente conspirar contra el gobierno.

## Educación y entrenamiento
Completó su educación temprana hasta el estándar 4 en la escuela primaria Lundi en Mnangagwa Village, Zvishavane. Su familia se trasladó a Rodesia del Norte en 1955 donde completó el estándar 4. Completó con éxito su estándar 5 y 6 en el internado Mumbwa de 1956 a 1957 y fue inscrito en Kafue Trade School para un curso de construcción. Aunque fue un curso de tres años, fue seleccionado para ingresar al Hodgson Technical College. Como la universidad solo aceptaba candidatos con niveles "O", se presentó para un examen de ingreso y logró un resultado de primera clase. Esto le permitió inscribirse en un curso de construcción industrial de cuatro años para la ciudad y los gremios. Con otros, fue expulsado de la universidad en 1960 por activismo político que condujo a la quema de algunas propiedades. Se había unido al movimiento estudiantil Partido Unido de la Independencia Nacional en la universidad, siendo elegido para el cargo ejecutivo.
Completó sus niveles "O" y "'A" mientras estaba en prisión por correspondencia, tras lo cual se inscribió para obtener un título en Derecho. Quería registrarse para obtener un título de licenciado en Economía, pero en su lugar obtuvo el título de Derecho. Completó con éxito la Parte Uno de los Exámenes Intermedios en la prisión de Khami y pasó en su primer asiento. Se sentó para los exámenes finales y pasó de nuevo. En 1972 se presentó para sus exámenes finales de LLB con la Universidad de Londres.

## Carrera política
En la independencia de Zimbabue,[cita requerida] en 1980, fue nombrado ministro de Seguridad del Estado y permaneció en el cargo hasta 1988. De 1988 a 2000 fue ministro de Justicia. De 2000 hasta 2005 fue presidente del Parlamento y después de una supuesta reacción negativa con el presidente[cita requerida] fue nombrado ministro de Vivienda Rural en 2005, permaneciendo en el cargo hasta 2009, lo que en gran medida se consideró una degradación. Después de desempeñar un papel crítico en retener el poder intermediando un pacto de reparto de poder para Robert Mugabe después de las disputadas elecciones de 2008,[cita requerida] fue elevado a ser ministro de Defensa de 2009 a 2013 después de un breve período como ministro de Finanzas en el mismo año. Se desempeñó como ministro de Justicia, Asuntos Legales y Parlamentarios desde 2013 hasta una reorganización del gabinete en octubre de 2017 poco antes de su despido como vicepresidente por Mugabe, citando «falta de respeto, deslealtad, engaño y falta de fiabilidad».[cita requerida]
En el partido gobernante ZANU-PF se creía que Mnangagwa era una de las figuras más poderosas y como jefe del Comando de Operaciones Conjuntas, también era muy influyente en el gobierno y el aparato de seguridad del Estado; esto lo convirtió en un candidato líder para suceder a Robert Mugabe. Fue secretario de Administración de ZANU-PF desde julio de 2000 hasta diciembre de 2004 y se convirtió en su secretario de Asuntos Legales en diciembre de 2004.
El 10 de diciembre de 2014, el presidente Mugabe nombró a Mnangagwa primer vicepresidente de Zimbabue. En esa publicación, Mnangagwa también continuó desempeñándose como ministro de Justicia hasta octubre de 2017. Fue relevado de la posición de vicepresidente en noviembre de 2017.
El 15 de noviembre de 2017, Mnangagwa se instaló como presidente interino de Zimbabue después del golpe contra Mugabe, jurando su cargo el 24 de noviembre del mismo año. El 15 de junio de 2020, declaró "Día Presidencial de Oración y Ayuno" en el contexto de la pandemia del COVID-19, habiendo iniciado un bloqueo nacional indefinido desde el 17 de mayo.